# Capablanca-Random-Chess

Beispiel einer ausgelosten 10x8 CRC Startaufstellung

Capablanca-Random-Chess (auch CRC) ist eine Schachvariante, die auf einem 10x8-Brett gespielt wird. Zu Capablancas erweiterten Figurensatz mit Kanzler (auch Marschall oder Zentaur) und Erzbischof (auch Kardinal, Janus oder Erzengel) wird eine Startstellung aus 48.000 Möglichkeiten ausgelost, solche mit ungedeckten Bauern werden verworfen. Rochaden bleiben wie beim Chess960 unverändert Elemente des Spiels. Der Kanzler kann sich wie Turm und Springer bewegen, der Erzbischof kann sich wie Läufer und Springer bewegen.

## Kriterien der Startpositionen
- Läufer sind auf verschiedenfarbige Felder zu platzieren, dies gilt entsprechend für Dame und Erzbischof, da diese in sich auch die Gangart eines Läufers beinhalten (ähnlich Chess960)
- der König muss sich stets zwischen den beiden Türmen befinden (wie im traditionellen Schach und Chess960)
- nur solche Stellungen sind zulässig, in denen alle Bauern gedeckt sind (wie im traditionellen Schach)
- Stellungen mit weniger als drei Unterschieden zum Gothic Chess werden ausgelassen (zur Konfliktvermeidung)
- Stellungen mit benachbarten Läufern sind zu vermeiden (ergänzt April 2006)

Es gibt 12118 verschiedene zulässige Startpositionen.

## Auslosungsverfahren
Eine mögliche Vorgehensweise ist:
1. platziere die Dame auf einem Feld (10x)
2. platziere den Erzbischof auf einem andersfarbigen Feld als die Dame (5x)
3. platziere den ersten Läufer auf einem hellen Feld (4x)
4. platziere den zweiten Läufer auf einem dunklen Feld  (4x)
5. platziere den Kanzler auf einem Feld (6x)
6. platziere den ersten Springer auf einem Feld (5x)
7. platziere den zweiten Springer auf einem Feld (4x)/2
8. platziere den König auf dem mittleren der drei noch freien Feldern
9. platziere die beiden Türme auf den beiden noch freien Feldern
10. komplettiere nun die Reihe davor mit 10 Bauern
11. ist eines der letzten drei Kriterien für die Startaufstellung nicht erfüllt, wiederhole die Auslosung.

## Rochade-Behandlung
1. Wie im herkömmlichen Schach sind Rochaden nur dann zulässig, wenn weder der beteiligte Turm noch der König gezogen haben, wenn weder eine dritte Figur übersprungen noch geschlagen wird, und der König nirgendwo auf dem Weg von seinem Ausgangs- zu seinem Zielfeld von Schach bedroht ist (beide Felder eingeschlossen).
2. Die c-Rochade, 0–0–0: der König wird zwei Felder entfernt vom Rand der linken Seite von Weiß platziert, der Turm auf das nächst innere Feld.
3. Die i-Rochade, 0–0: der König wird ein Feld entfernt vom Rand der rechten Seite von Weiß platziert, der Turm auf das nächst innere Feld.
4. Analog dem Chess960 werden bei graphischen Darstellungen Markierungspunkte verwendet, um noch vorhandene Rochademöglichkeiten anzugeben (siehe Abbildung).

## Erweiterte FEN-Kodierung
Beim Capablanca-Random-Chess wird zur Darstellung von Positionen die X-FEN verwendet.

## Computerschach-Realisierungen
Ein Beweggrund für das CRC ist, Schachprogrammierern ein abwechslungsreiches und zukunftsträchtiges Testfeld ohne riesige Eröffnungsbibliotheken zu eröffnen.
Inzwischen kann Capablanca-Random-Chess z. B. mit SMIRF gespielt werden.